# 克瓦索沃
48°11′11″N 22°46′13″E / 48.18639°N 22.77028°E
克瓦索沃（羅馬化：Kvasovo）是位於烏克蘭西部外喀爾巴阡州的貝雷霍韋區的村莊，處於博爾扎瓦河畔，始建於1891年，面積2.26平方公里，海拔高度120米，2001年人口899。